# Spinaria flavipennis
Spinaria flavipennis är en stekelart som beskrevs av Cameron 1906. Spinaria flavipennis ingår i släktet Spinaria och familjen bracksteklar. Inga underarter finns listade i Catalogue of Life.